# Atanasio Corte Zapico
Atanasio Corte Zapico (Pola de Laviana, 1929 - 2000) fue un médico y político español. 

## Biografía
Cursó el bachillerato en el Colegio Loyola de Oviedo y la carrera de Medicina en la Universidad de Madrid y Psicología en la Facultad de Filosofía y Letras. Especializado en Pediatría en el Hospital Infantil Gourdas de Ginebra. Fue secretario general regional de Izquierda Democrática en Asturias. Publicaciones en revistas especializadas en crecimiento infantil y alimentación. Obtuvo el premio de la Diputación Provincial de Madrid por sus artículos Enuresis Nocturna. Publicó artículos sobre alimentación libre.
Miembro del partido Izquierda Democrática y cofundador del Ateneo Republicano, fue senador en la primera legislatura democrática, entre 1977 y 1979.
En el gobierno preautonómico de Rafael Fernández, ocupó el puesto de consejero de cultura y turismo. En este cargo destacó, entre otros cosas, por el impulso que le dio a proyectos como los de la Academia de la Lengua Asturiana, el Museo de Bellas Artes de Asturias y el Museo Etnográfico de Grandas de Salime.

## Cargos desempeñados en elSenado
- Vocal de la Comisión de Industria, Comercio y Turismo del 18/11/1977 al 02/01/1979.
- Vocal de la Comisión de Incompatibilidades del 02/08/1977 al 02/01/1979.
- Vocal de la Comisión Especial de Derechos Humanos del 09/05/1978 al 02/01/1979.
- Vocal de la Comisión Especial de Investigación para la Comercialización de los Productos Pesqueros del 10/02/1978 al 02/01/1979.
- Vocal de la Comisión Especial de Investigación sobre la Situación del Niño del 24/02/1978 al 02/01/1979.

| Predecesor: Juan Ambou (Instrucción Pública; en 1937) | Consejero de Cultura y Deportes 1978 - 1982 | Sucesor: Antonio Masip Hidalgo |

- Datos: Q4891750